# Lise-Marie Morerod

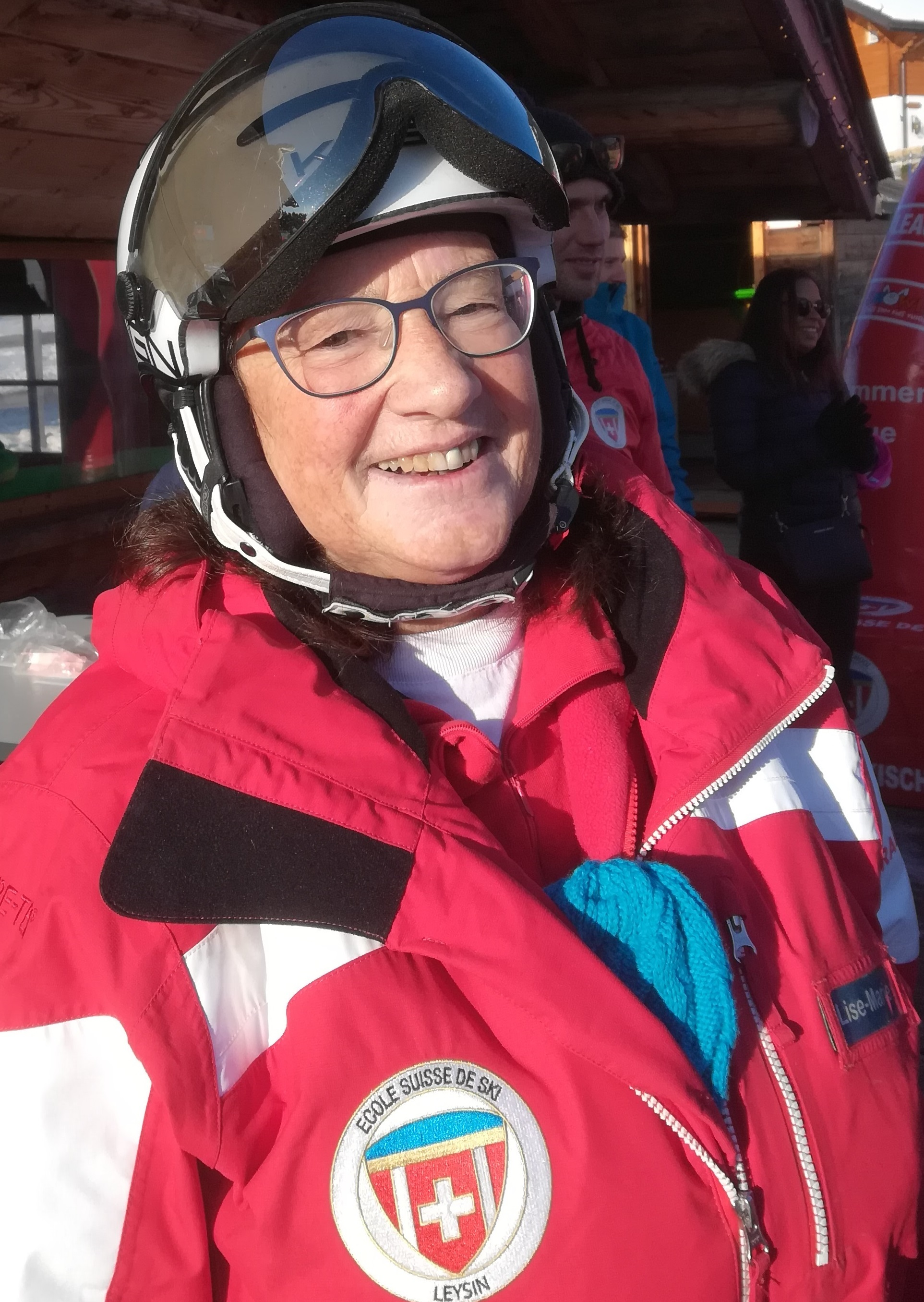
Lise-Marie Morerod em 2020

Lise-Marie Morerod (16 de abril de 1956) é uma esquiadora profissional aposentada. Ela foi campeã geral da Copa do Mundo de Esqui Alpino em 1977.